# 管吻海龍屬
管吻海龍屬，為輻鰭魚綱棘背魚目海龍科的其中一屬。

## 下属物种
- 多刺管吻海龍（Hypselognathus horridus）
- 管吻海龍（Hypselognathus rostratus）